# آینه‌ها (ترانه جاستین تیمبرلیک)
"آینه‌ها" (به انگلیسی: Mirrors) یک ترانه از خواننده آمریکایی جاستین تیمبرلیک است که از سومین آلبوم استودیوی وی تجربه ۲۰/۲۰ منتشر شده‌است. تاریخ انتشار آن ۱۱ فوریه ۲۰۱۳ است و در جایزه گرمی ۲۰۱۳ اجرا کرد. آینه‌ها یک ترانه پاپ است، و متن آن بیان می‌کند که معشوق «نیمه دیگر» وی است. در ۱۰۰ آهنگ داغ بیلبورد به رتبه ۵ رسید و در انگلستان در اول چارت قرار گرفت. و در بین ده ترانه پرفروش در کشورهای مختلف قرار گرفت.